# Markus Wallner (Politiker)

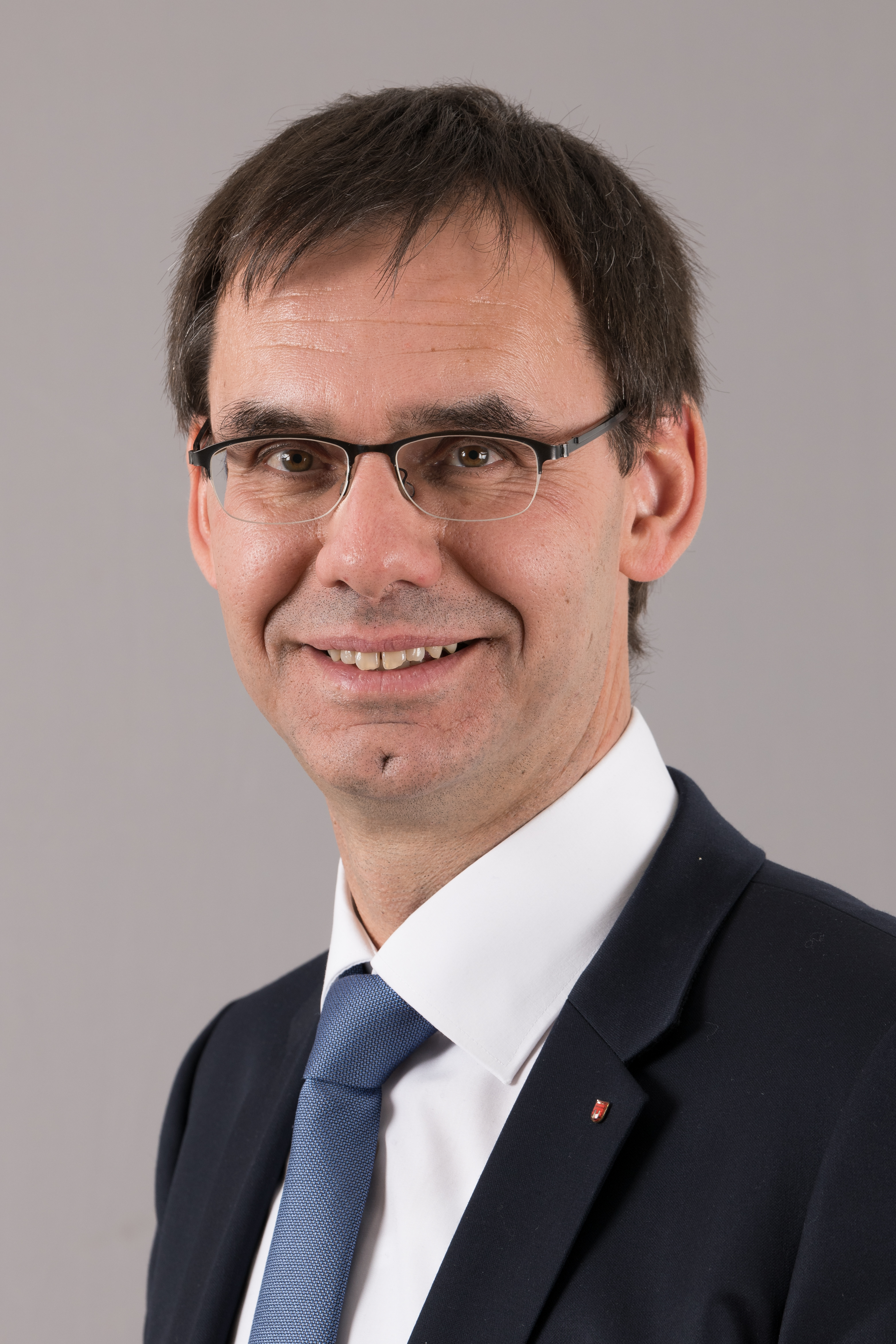
Markus Wallner (2017)

Markus Thomas Wallner (* 20. Juli 1967 in Bludenz) ist ein österreichischer Politiker (ÖVP). Er ist seit dem 7. Dezember 2011 Landeshauptmann des Bundeslands Vorarlberg. Zuvor amtierte Wallner von 2006 bis 2011 als Vorarlberger Landesstatthalter. Seit Oktober 2022 ist er der dienstälteste amtierende Landeshauptmann Österreichs.

## Leben und Wirken
Markus Wallner wurde am 20. Juli 1967 als Sohn von Herwig und Theresia Wallner in der Bezirkshauptstadt Bludenz geboren. Nach dem Besuch von Volks- und Hauptschule ging Wallner an das Bundesoberstufenrealgymnasium Feldkirch, wo er auch maturierte. Er begann 1985 ein Studium der Politikwissenschaften und der Geschichte an der Universität Innsbruck, wo er zeitweise Vorsitzender der Hochschülerschaft war.
Nach seiner Sponsion zum Magister philosophiae mit einer Diplomarbeit zum Thema „Beitrag zur Wissenschafts- und Forschungspolitik in Vorarlberg“ im Jahr 1990 wurde er zunächst Angestellter der „Digital Equipment Corporation“, ehe er 1991 als Angestellter der Industriellenvereinigung bei der EU-Kommission in Brüssel tätig wurde. In der Industriellenvereinigung Vorarlberg war er anschließend ab Herbst 1993 für die Öffentlichkeitsarbeit zuständig.
Seit 18. August 1995 ist Markus Wallner mit seiner Ehefrau Sonja verheiratet, mit der er drei Kinder hat. Die Familie lebt in Frastanz.

### Erste politische Betätigung
Im Jahr 1994 kam Wallner erstmals direkt mit der Politik in Kontakt, als er der Österreichischen Volkspartei formal beitrat (durch Mitgliedschaft im Wirtschafts- und Bauernbund) und Mitarbeiter in der Landesgeschäftsstelle der Vorarlberger Volkspartei in Bregenz wurde.
Am 19. April 1995 trat er zudem sein erstes politisches Amt als Mitglied der Gemeindevertretung seiner Heimatgemeinde Frastanz an. Im April 1997 wurde Markus Wallner zum persönlichen Referenten des Landeshauptmanns Herbert Sausgruber, was er bis zu seiner Bestellung als Landesgeschäftsführer der ÖVP Vorarlberg am 1. November 1999 blieb.

### In der Landespolitik angekommen 2000
Am 11. Oktober 2000 folgte Markus Wallner seiner Parteikollegin Greti Schmid, die als Landesrätin in die Vorarlberger Landesregierung berufen worden war, in ihrer Funktion als Abgeordneter zum Landtag nach.
Ab dem 29. Jänner 2003 bekleidete er im Vorarlberger Landtag das Amt des Klubobmanns der ÖVP-Landtagsfraktion.
Zur Zurücklegung des Landtagsmandats kam es am 13. Dezember 2006, als Wallner als Ersatz des aus der Landesregierung ausscheidenden Hans-Peter Bischof dessen Amt als Landesstatthalter, also Landeshauptmann-Stellvertreter, übernahm.
Als solcher erstreckte sich sein Aufgabengebiet in der Vorarlberger Landesregierung auf die Bereiche Gesundheitsrecht und Sozialversicherung, Sanitätsangelegenheiten, Behindertenhilfe sowie seit 2009 Hochbau, Gebäudewirtschaft, Maschinenwesen und Elektrotechnik sowie Seilbahnen und Aufzugstechnik. Bis 2009 war er auch für Kultur, Weiterbildung, Archiv- und Bibliothekswesen sowie Musikschulen zuständig, gab diese Ressorts jedoch an die neu in die Landesregierung gekommene Landesrätin Andrea Kaufmann ab.

### An der Spitze der Landespolitik seit 2011
Am 7. Oktober 2011 erklärte der bislang amtierende Landeshauptmann Herbert Sausgruber überraschend, im Dezember von seinem Amt zurücktreten zu wollen, und nominierte Markus Wallner als seinen Nachfolger.
Da die ÖVP über eine absolute Stimmen- wie auch Mandatsmehrheit in Vorarlberg verfügte, kam die Nominierung der fixierten Bestellung Wallners gleich. In der Folge übernahm Wallner am 17. Oktober zunächst geschäftsführend und seit dem Landesparteitag am 17. März 2012 offiziell das Amt des Landesparteiobmanns der Vorarlberger Volkspartei.
In einer Sondersitzung des Vorarlberger Landtags am 7. Dezember 2011, in der Landeshauptmann Sausgruber verabschiedet wurde, wurde Markus Wallner von den Abgeordneten zum Landeshauptmann gewählt. Wallner führte zunächst die von Sausgruber gebildete ÖVP-Alleinregierung bis zur Landtagswahl 2014 fort.
Nach der Landtagswahl 2014 bildete er die erste Schwarz-grüne Koalition in der Geschichte Vorarlbergs mit den Vorarlberger Grünen, die er nach der Wahl 2019 fortsetzte. Das Amt seines Stellvertreters übte als Landesstatthalterin in der Landesregierung Wallner III seine Parteikollegin Barbara Schöbi-Fink aus. Nach der Landtagswahl 2024 bildete er mit der Landesregierung Wallner IV eine Koalition mit der FPÖ, Landesstatthalter wurde Christof Bitschi. Im Mai 2025 wurde er beim 43. ordentlichen Landesparteitag mit 97,56 Prozent der Delegiertenstimmen zum vierten Mal zum Vorarlberger ÖVP-Chef gewählt.

## Auszeichnungen
- 2022: Grosskreuz des Fürstlich Liechtensteinischen Verdienstordens[10][11]